# Crazy Horse (együttes)
A Crazy Horse amerikai rockegyüttes. A műfaj „klasszikusabb” ágaiban játszanak: garázsrock, folk-rock, country rock, hard rock.
1969-ben alakultak meg Los Angelesben. Nevüket egy őslakos amerikai vezérről kapták. A Crazy Horse karrierjük alatt több néven is játszott: Danny and the Memories, The Rockets, The Psyrcle és Neil Young and Crazy Horse.
Tagok: Billy Talbot, Ralph Molina és Frank Sampedro. Az együttes leginkább Neil Younggal való közreműködéséről ismert. A zenekar Everybody Knows This is Nowhere és After the Gold Rush című albumai bekerültek az 1001 lemez, amelyet hallanod kell, mielőtt meghalsz című könyvbe.

## Diszkográfia
The Rockets néven
- The Rockets (1968)

Crazy Horse néven
- Crazy Horse (1971)
- Loose (1972)
- At Crooked Lake (1972)
- Crazy Moon (1978)
- Left for Dead (1989)
- Everybody Knows This is Nowhere (1969)
- After the Gold Rush (1970)
- Tonight's the Night (1975)
- Zuma (1975)
- American Stars'n'Bars (1977)
- Comes a Time (1978)
- Rust Never Sleeps (1979)
- Re-ac-tor (1981)
- Trans (1982)
- Life (1987)
- Ragged Glory (1990)
- Sleeps with Angels (1994)
- Broken Arrow (1996)
- Are You Passionate? (2002)
- Greendale (2003)
- Trick Horse (2009)
- Americana (2012)
- Psychedelic Pill (2012)
- Colorado (2019)